# Бастіон-2
«Бастіон-2» — аматорський футбольний клуб з міста Чорноморська Одеської області. Виступає в чемпіонаті ААФУ 2009 року. Фарм-клуб «Бастіона» з другої ліги чемпіонату України.